# أول فريس هاسل
أول فريس هاسل هو محامي نرويجي، ولد في 20 سبتمبر 1894، وتوفي في 24 يوليو 1984.